# Comitato italiano per il Decennio
Il Comitato Italiano per il Decennio è nato nel 2003 per promuovere il Decennio internazionale di promozione di una cultura della nonviolenza e della pace a profitto dei bambini del mondo (2001-2010) dell'ONU in Italia.  
È membro del Coordinamento internazionale per il Decennio. 	 	 

## Attività
L'obiettivo principale del Comitato italiano per il Decennio è di sviluppare l'educazione alla pace e alla nonviolenza nelle scuole.
Ha tradotto in italiano e pubblicato in ottobre 2006, con l'aiuto del Comune di Padova, il Programma per l'educazione alla nonviolenza e alla pace del Coordinamento francese per il Decennio (70 p.).
Ha prodotto in CD-Rom pedagogico Mattoni di pace per costruire un decennio di nonviolenza che contiene molti materiali multimediali  per insegnare la pace e la nonviolenza ai giovani delle scuole secondarie superiori.
Ha pubblicato nel 2010 il fumetto Dieci occasioni per diventare nonviolenti edito dalla EMI, Bologna, € 12, un fumetto adatto ai ragazzi dai 13 ai 17 anni che si propone come libro gioco educativo.
Ha contribuito all'organizzazione dei convegni internazionali "Se vuoi la pace educa alla pace" che si sono svolti a Sanremo nel novembre 2005,  a Chieri (TO) nel dicembre 2006, a Boves (CN) nel settembre 2007, a Reggio Emilia nel maggio del 2008. Ha organizzato insieme alla Caritas di Genova nell'ottobre del 2010 il convegno: Il bello dei conflitti manifestazione conclusiva del decennio in Italia.
Sta anche lavorando all'adozione da parte del Parlamento Italiano d'una legge per la promozione di una cultura di pace e di nonviolenza nelle scuole, su modello di quanto è successo in Spagna dove Le Cortes hanno approvato nel 2005 una legge che finanzia questi interventi educativi.
Nel 2007 ha partecipato attivamente alla stesura delle Linee Guida emanate dal Ministero della Pubblica Istruzione italiano sull'educazione alla pace nelle scuole.
Il prossimo obiettivo del Comitato Italiano Decennio è quello che si è dato anche il Coordinamento Internazionale Decennio e cioè far approvare all'UNESCO una Dichiarazione sul diritto dei bambini ad una educazione senza violenza  e all'educazione alla nonviolenza.
Sul sito del Comitato Italiano Decennio ci sono aggiornamenti dei contenuti  del CD-ROM, molti materiali di documentazione tra cui anche le Linee Guida del MIUR per le scuole nonché il testo della proposta di dichiarazione per l'UNESCO.

## Membri
Il Comitato italiano per il Decennio è composto dalle seguenti organizzazioni e movimenti: 	 
- ASSEFA Italia ONG
- Associazione per la Pace
- Banca Popolare Etica
- Beati i Costruttori di Pace
- Centro Studi "Sereno Regis" di Torino
- Centro di Formazione Santos-Milani
- Comunità di Mambre
- Gruppo Autonomo di Volontariato Civile in Italia (GAVCI)
- Movimento Internazionale di Riconciliazione (MIR)
- Movimento Nonviolento
- Scuola di Pace di Boves

## Sito
- Sito ufficiale del Comitato italiano per il Decennio, su decennio.org. URL consultato il 29 luglio 2020 (archiviato dall'url originale il 1º aprile 2019).